# 메인 셀틱스
메인 셀틱스(영어: Maine Celtics)는 미국 메인주 포틀랜드를 연고지로 하는 NBA G 리그 동부 콘퍼런스 소속 프로 농구 팀이다.

## 역대 NBA 제휴팀
| 메인 레드 클로스/메인 셀틱스 |               |
| 보스턴 셀틱스                | 2009년~현재   |
| 샬럿 밥캐츠                  | 2009년~2012년 |
| 필라델피아 세븐티식서스      | 2011년~2012년 |

## 역대 홈경기장

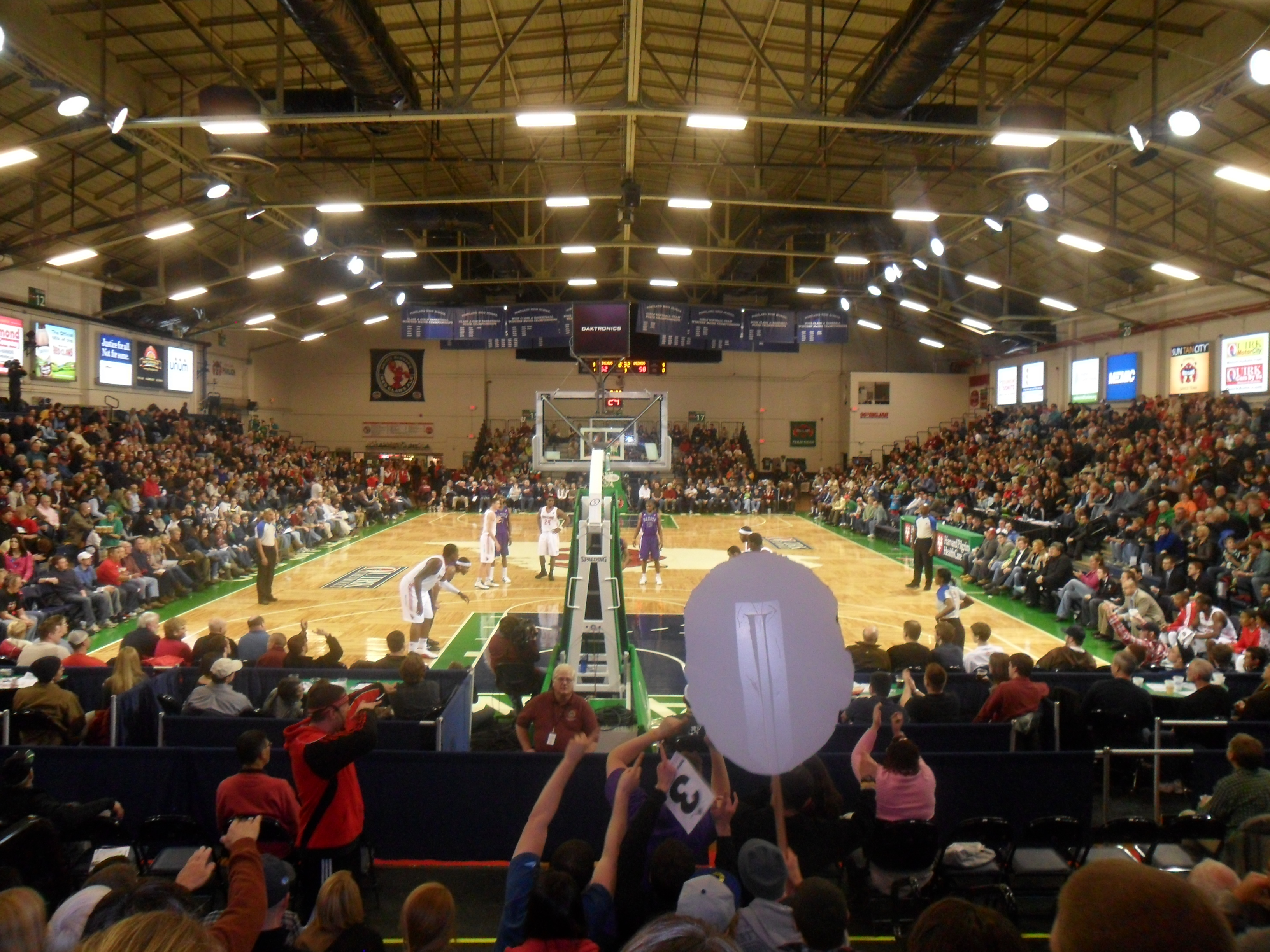
메인 셀틱스의 홈경기장인 포틀랜드 엑스퍼지션 빌딩

| 경기장                       | 사용기간    | 장소            | 수용인원 | 비고 |
| ---------------------------- | ----------- | --------------- | -------- | ---- |
| 메인 레드 클로스/메인 셀틱스 |             |                 |          |      |
| 포틀랜드 엑스퍼지션 빌딩     | 2009년~현재 | 메인주 포틀랜드 | 3,100명  | 빈칸 |

## 참조
1. ↑  시즌의 뒷 해로 표기. 2006-07 시즌의 경우 2007로 표기.